# Caspar Borner

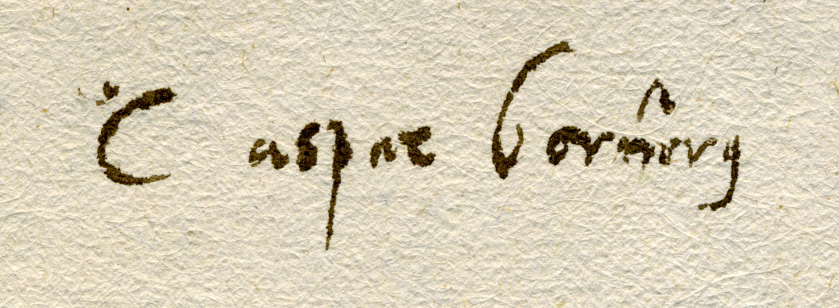
Unterschrift von Caspar Borner

Caspar Borner (* um 1492 in Großenhain; † 2. Mai 1547 in Leipzig) war ein deutscher evangelisch-lutherischer Theologe, Philologe, Jurist, Humanist, Mathematiker und Astronom sowie Rektor der Thomasschule zu Leipzig und Universität Leipzig. Er ist der Wegbereiter des Luthertums in Leipzig.

## Leben und Wirken

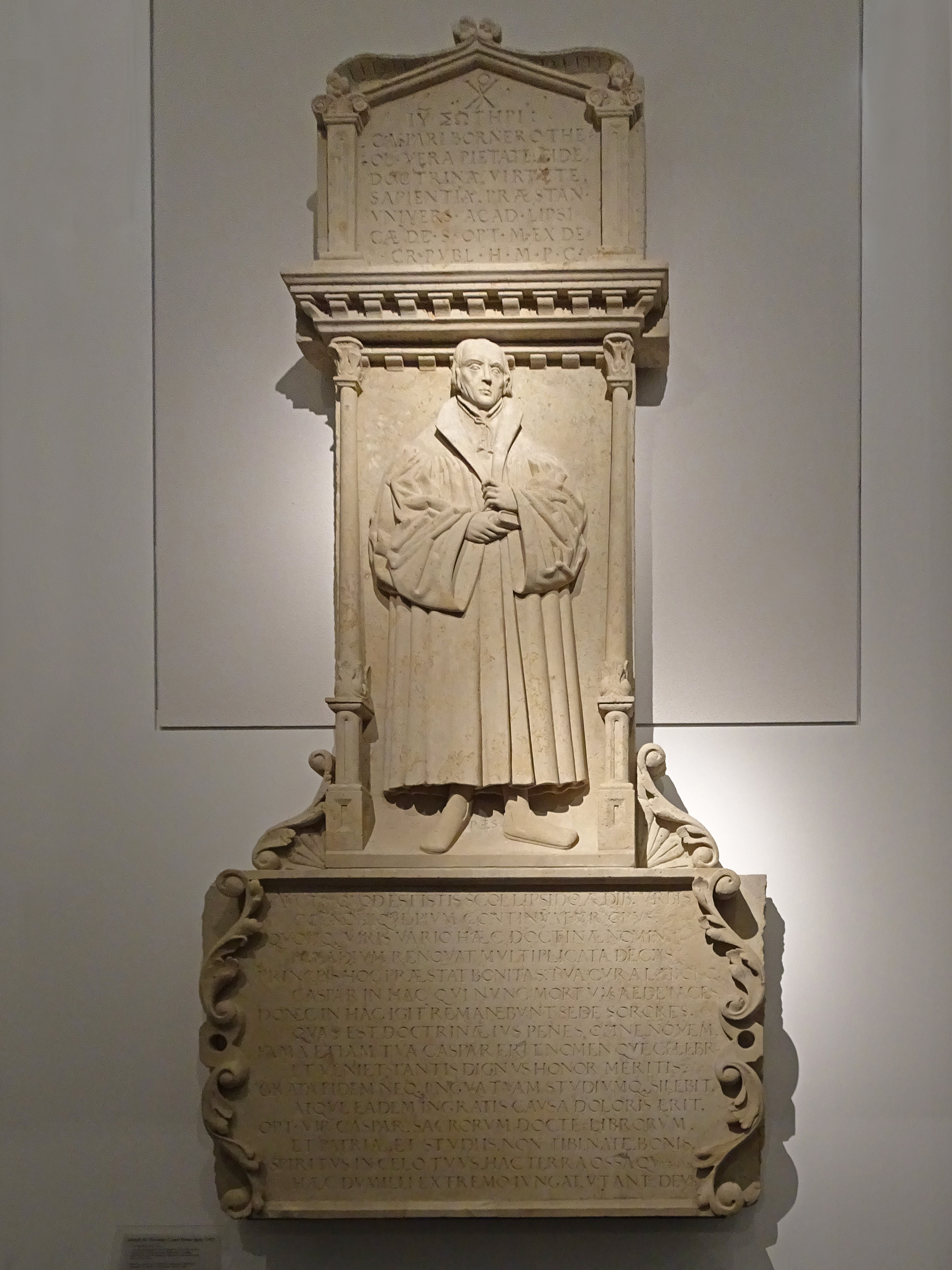
Epitaph von Caspar Borner aus dem Leipziger Paulinum

Borner entstammt einem wohlhabenden Elternhaus. Auf der Lateinschule Großenhain gut vorbereitet, konnte Borner sich 1507 in der Universität Leipzig immatrikulieren. 1508 lernt er den Humanisten Johannes Aesticampianus kennen und schloss sich ihm an. 1509 erhält er den Bakkalaureus der Artistenfakultät, und als Aesticampianus aus Leipzig vertrieben wurde, folgte er ihm nach Italien und später auch über Paris nach Köln. Während seiner Reise widmete er sich der Mathematik und Astronomie.
Dort schloss er mit Petrus Mosellanus Freundschaft und bestimmte diesen, mit ihm 1515 nach Sachsen zu wandern, um in Freiberg an einer von Aesticampianus begründeten Schule zu unterrichten. Im Jahre 1517 bezog Borner wieder die Leipziger Universität, wo er 1518 den akademischen Grad eines Magisters erwarb. Nach der Leipziger Disputation, die ihn tief beeindruckte, wünschte sich Georg Fabricius seine Mitarbeit an Luthers Lehre. Er zog 1519 nach Wittenberg, wo er ein Jahr lang als Professor der Astronomie an der Universität wirkte. Im gleichen Jahr schlug ihn Philipp Melanchthon für das Nürnberger Gymnasium vor.
1522 kehrte er zurück nach Leipzig, um die Nachfolge Johannes Polianders als Rektor an der Thomasschule anzutreten. Hier widmete er seine organisatorische und pädagogische Kraft in dieser Schule, und seine Schulbücher erfreuten sich großen Zuspruchs. Er war zudem Notar des Klosters St. Thomas. Daneben widmete er sich an der Universität einem Lehrauftrag für Mathematik und Astronomie, den er 1523 erhalten hatte. Sein Wirken wurde im Weiteren dadurch gestärkt, dass er 1532 und 1535 Vizekanzler der Universität wurde.
Borner erhielt 1538 die Professur am Großen Kolleg, und damit lehrte erstmals eine Person, die dem Wittenberger Reformatorenkreis nahestand in Leipzig. Als Herzog Heinrich von Sachsen 1539 die Reformation in Leipzig einführte, ermöglichte dies ihm den vollständigen Wechsel zur Universität, der er all seine Fähigkeiten widmete. Bei seiner großen organisatorischen Begabung war er der gegebene Mann für die Durchführung der Reformation an der Universität Leipzig. Als er im Wintersemester 1539 erstmals Rektor der Universität wurde, legte er die Grundlagen für eine Universitätsreform.
1541 erhielt er seinen ersten theologischen Grad, und als abermaliger Rektor im Wintersemester 1541/42 erneuerte er den Lehrkörper, erweiterte die Universitätsbibliothek Leipzig und konnte Philipp Melanchthons langjährigen Freund Joachim Camerarius d. Ä. für die Universität gewinnen.
1543 erwarb er den nächsthöheren akademischen Grad und las über Melanchthons Loci communes rerum theologicarum. Im Wintersemester 1543/44, während seines dritten Rektorats, veranlasste er mit Unterstützung des Hofrates Georg von Komerstadt und Herzogs Moritz von Sachsen, dass die Gebäude des Dominikanerklosters St. Pauli der Universität übereignet wurden. In den Räumlichkeiten ließ er Arbeitsräume und Auditorien, Wohnungen für Professoren und Unterkünfte für Studenten errichten. Beträchtlich erweiterte er auch die Bestände der Universitätsbibliothek aus den Beständen der Klöster und legte ein Universitätsarchiv an. So erarbeitete er sich die Wertschätzung Herzog Moritz’, aber auch Martin Luther erkannte ihn durchaus an.
Obwohl Borner auf theologischem Gebiet wenig Akzente setzte, war er ein lebenskundiger, vorsichtiger und umsichtiger Mann, der trotz aller Schwierigkeiten der Reformation in Leipzig zum Durchbruch verhalf. Auch mit Jacob Schenck wusste er fertigzuwerden. Mit unermüdlichem Eifer wirkte er für die Universität, ohne die Früchte seiner Arbeit zu sehen. Als Leipzig im Schmalkaldischen Krieg belagert wurde, erkrankte Borner an einer grassierenden Epidemie und verstarb entkräftet am 2. Mai 1547.
Caspar Borner ist der Namensgeber für die Caspar-Borner-Medaille, die für Verdienste um die Erneuerung der Universität Leipzig vergeben wird.

## Werke (Auswahl)
- Einführung in die lateinische Grammatik, 1524